# Pascal Feindouno
Pascal Feindouno (Conakry, 27 februari 1981) is een Guineese profvoetballer. In 2001 debuteerde hij in het Guinees voetbalelftal.

## Clubs
Feindouno's professionele carrière begon bij Girondins de Bordeaux. In zijn eerste seizoen (1998/99) scoorde hij de goal die zijn club het kampioenschap in de Ligue 1 bracht. Tijdens het seizoen 2001/02 werd hij uitgeleend aan FC Lorient en in 2004/05 werd hij verkocht aan AS Saint-Étienne.
Op 24 september 2008 werd bekend dat Feindouno naar Qatar vertrok. Hij ging daar spelen voor Al-Sadd, dat zeven miljoen euro voor hem betaalde. In Qatar tekende hij een contract voor vier jaar. Hij werd door Al-Sadd eerst verhuurd aan Al-Rayyan en daarna aan Al-Nassr. In 2011 kwam Feindouno uit voor AS Monaco en speelde datzelfde jaar in Zwitserland voor FC Sion. In het seizoen 2012/13 speelde hij in Turkije voor Elazığspor en kwam daarna kort uit voor AS Kaloum Star uit zijn geboorteland. In het seizoen 2013/14 kwam hij uit voor FC Lausanne-Sport. Hierna zat hij zonder club totdat hij in november 2015 tot het einde van het seizoen bij CS Sedan tekende.

## Erelijst
- Met Bordeaux
  - Kampioen Ligue 1: 1998/99
- Met Lorient
  - Winnaar Coupe de France: 2002
  - Runner-up Coupe de la Ligue: 2002